# Marion Kirkland Reid
Pour les articles homonymes, voir Reid.
Marion Kirkland Reid née le 25 mars 1815 à Glasgow et morte le 9 mars 1902 à Londres est une écrivaine féministe écossaise, connue pour A Plea for Woman (Un plaidoyer pour la femme).

## Biographie
Son père, James Kirkland, est marchand à Glasgow et sa mère s'appelle Janet Finlay.
Kirkland se marie avec Hugo Reid en 1839. Reid était un pédagogue progressiste d'Édimbourg. Après la mort de son mari en 1872, elle vit avec sa fille unique à Hammersmith dans Londres.
Lors d'un événement à Londres au cours du mois de juin 1840, Kirkland est témoin de l'impossibilité de certaines déléguées américaines à participer à la Convention mondiale contre l'esclavage. Après le grand débat, Kirkland rencontre la représentante des déléguées américaines, Lucretia Mott . Cet événement et un article sur "les droits et les devoirs des femmes" dans la Edinburgh Review de 1841, peuvent avoir inspiré le livre de Kirkland A Plea for Women, écrit en 1843. Ce livre est publié pour la première fois en 1843 à Édimbourg par William Tait, puis publié aux États-Unis en 1847, 1848, 1851 et 1852 sous le titre Woman, her Education and Influence (Femme, son éducation et son influence) et sous le nom de Mrs. Hugo Reid,. Il s'agit probablement de la première publication en Grande-Bretagne ou aux États-Unis qui donne de l'importance à l'obtention des droits civils et politiques des femmes. Ce livre est particulièrement important dans les premières années du mouvement pour le droit de vote des femmes aux États-Unis.
A Plea for Woman est, comme Susanne Ferguson le souligne dans la préface de la réimpression moderne de la première édition, « un livre historique en tant que premier à être écrit par une femme, pour des femmes, arguant spécifiquement qu'avoir le droit de vote est crucial pour mettre fin à la discrimination » contre les femmes dans l'éducation et l'emploi, et pour obtenir les mêmes droits en vertu de la loi.
Elle est membre de la Ladies National Association for the Abrogation of the Contagious Diseases Acts.
Marion Reid et Mary Wollstonecraft soulignent que les lois démocratiques de la Révolution française n'ont toujours pas été appliquées à la moitié de la population mondiale.